# Giro d'Italia 2021
Giro d'Italia 2021 var den 104. udgave af Giro d'Italia. Den italienske Grand Tour startede 8. maj 2021 i Torino og sluttede 30. maj i Milano. Holdpræsentationen fandt sted 7. maj.
Den 4. februar 2021 blev Grande Partenza præsenteret, hvor det blev offentliggjort at de første tre etaper ville foregå i regionen Piemonte. 1. etape var en ni kilometer lang enkeltstart i Torino. De resterende etaper blev præsenteret den 24. februar.
Løbet blev vundet af colombianske Egan Bernal fra Ineos Grenadiers, som vandt med 1 minut og 29 sekunder foran italienske Damiano Caruso fra Bahrain Victorious.

## Etaper
| Etape     | Dato    | Start – Mål                      | type              | Afstand (km) | Elevation (m) | Etapevinder        | Førende rytter       |
| --------- | ------- | -------------------------------- | ----------------- | ------------ | ------------- | ------------------ | -------------------- |
| 1. etape  | 8. maj  | Torino – Torino                  | enkeltstart       | 8,6          | 50 m          | Filippo Ganna      | Filippo Ganna        |
| 2. etape  | 9. maj  | Stupinigi – Novara               | flad etape        | 179          | 600 m         | Tim Merlier        | Filippo Ganna        |
| 3. etape  | 10. maj | Biella – Canale                  | kuperet etape     | 190          | 2.100 m       | Taco van der Hoorn | Filippo Ganna        |
| 4. etape  | 11. maj | Piacenza – Sestola               | middel bjergetape | 187          | 1.800 m       | Joe Dombrowski     | Alessandro De Marchi |
| 5. etape  | 12. maj | Modena – Cattolica               | flad etape        | 177          | 200 m         | Caleb Ewan         | Alessandro De Marchi |
| 6. etape  | 13. maj | Grotte di Frasassi – San Giacomo | middel bjergetape | 160          | 3.400 m       | Gino Mäder         | Attila Valter        |
| 7. etape  | 14. maj | Notaresco – Termoli              | flad etape        | 181          | 1.500 m       | Caleb Ewan         | Attila Valter        |
| 8. etape  | 15. maj | Foggia – Guardia Sanframondi     | middel bjergetape | 170          | 3.400 m       | Victor Lafay       | Attila Valter        |
| 9. etape  | 16. maj | Castel di Sangro – Campo Felice  | bjergetape        | 158          | 3.400 m       | Egan Bernal        | Egan Bernal          |
| 10. etape | 17. maj | L'Aquila – Foligno               | flad etape        | 139          | 1.300 m       | Peter Sagan        | Egan Bernal          |
|           | 18. maj | Hviledag                         | Hviledag          |              |               |                    |                      |
| 11. etape | 19. maj | Perugia – Montalcino             | kuperet etape     | 162          | 2.300 m       | Mauro Schmid       | Egan Bernal          |
| 12. etape | 20. maj | Siena – Bagno di Romagna         | middel bjergetape | 212          | 3.700 m       | Andrea Vendrame    | Egan Bernal          |
| 13. etape | 21. maj | Ravenna – Verona                 | flad etape        | 198          | 200 m         | Giacomo Nizzolo    | Egan Bernal          |
| 14. etape | 22. maj | Cittadella – Monte Zoncolan      | bjergetape        | 205          | 3.700 m       | Lorenzo Fortunato  | Egan Bernal          |
| 15. etape | 23. maj | Grado – Gorizia                  | kuperet etape     | 147          | 1.800 m       | Victor Campenaerts | Egan Bernal          |
| 16. etape | 24. maj | Sacile – Cortina d'Ampezzo       | bjergetape        | 153          | 3.600 m       | Egan Bernal        | Egan Bernal          |
|           | 25. maj | Hviledag                         | Hviledag          |              |               |                    |                      |
| 17. etape | 26. maj | Canazei – Sega di Ala            | bjergetape        | 193          | 3.400 m       | Daniel Martin      | Egan Bernal          |
| 18. etape | 27. maj | Rovereto – Stradella             | flad etape        | 231          | 600 m         | Alberto Bettiol    | Egan Bernal          |
| 19. etape | 28. maj | Abbiategrasso – Alpe di Mera     | bjergetape        | 166          | 2.800 m       | Simon Yates        | Egan Bernal          |
| 20. etape | 29. maj | Verbania – Alpe Motta            | bjergetape        | 164          | 4.200 m       | Damiano Caruso     | Egan Bernal          |
| 21. etape | 30. maj | Senago – Milano                  | enkeltstart       | 30,3         | 100 m         | Filippo Ganna      | Egan Bernal          |

## Trøjernes fordeling gennem løbet
| Etape  | Vinder             | Førertrøjen          | Pointtrøjen     | Bjergtrøjen       | Ungdomstrøjen | Holdkonkurrencen   | Sprintkonkurrencen | Mest angrebsivrige rytter | Udbrudskonkurrencen | Fair play-konkurrencen |
| ------ | ------------------ | -------------------- | --------------- | ----------------- | ------------- | ------------------ | ------------------ | ------------------------- | ------------------- | ---------------------- |
| 1      | Filippo Ganna      | Filippo Ganna        | Filippo Ganna   | Ikke uddelt       | Filippo Ganna | Team Jumbo-Visma   | Ikke uddelt        | Filippo Ganna             | Ikke uddelt         | Ineos Grenadiers       |
| 2      | Tim Merlier        | Filippo Ganna        | Tim Merlier     | Vincenzo Albanese | Filippo Ganna | Team Jumbo-Visma   | Filippo Ganna      | Filippo Ganna             | Filippo Tagliani    | Ineos Grenadiers       |
| 3      | Taco van der Hoorn | Filippo Ganna        | Tim Merlier     | Vincenzo Albanese | Filippo Ganna | Team Jumbo-Visma   | Simon Pellaud      | Filippo Ganna             | Vincenzo Albanese   | Ineos Grenadiers       |
| 4      | Joe Dombrowski     | Alessandro De Marchi | Tim Merlier     | Joe Dombrowski    | Attila Valter | Bahrain Victorious | Simon Pellaud      | Alessandro De Marchi      | Vincenzo Albanese   | Israel Start-Up Nation |
| 5      | Caleb Ewan         | Alessandro De Marchi | Giacomo Nizzolo | Joe Dombrowski    | Attila Valter | Bahrain Victorious | Filippo Tagliani   | Simon Pellaud             | Vincenzo Albanese   | Israel Start-Up Nation |
| 6      | Gino Mäder         | Attila Valter        | Giacomo Nizzolo | Gino Mäder        | Attila Valter | Bahrain Victorious | Filippo Tagliani   | Gino Mäder                | Vincenzo Albanese   | Groupama-FDJ           |
| 7      | Caleb Ewan         | Attila Valter        | Caleb Ewan      | Gino Mäder        | Attila Valter | Bahrain Victorious | Simon Pellaud      | Simon Pellaud             | Simon Pellaud       | Groupama-FDJ           |
| 8      | Victor Lafay       | Attila Valter        | Tim Merlier     | Gino Mäder        | Attila Valter | Ineos Grenadiers   | Simon Pellaud      | Simon Pellaud             | Simon Pellaud       | Groupama-FDJ           |
| 9      | Egan Bernal        | Egan Bernal          | Tim Merlier     | Geoffrey Bouchard | Egan Bernal   | Ineos Grenadiers   | Simon Pellaud      | Simon Pellaud             | Simon Pellaud       | Trek-Segafredo         |
| 10     | Peter Sagan        | Egan Bernal          | Peter Sagan     | Geoffrey Bouchard | Egan Bernal   | Ineos Grenadiers   | Simon Pellaud      | Simon Pellaud             | Simon Pellaud       | Trek-Segafredo         |
| 11     | Mauro Schmid       | Egan Bernal          | Peter Sagan     | Geoffrey Bouchard | Egan Bernal   | Ineos Grenadiers   | Simon Pellaud      | Simon Pellaud             | Simon Pellaud       | Bahrain Victorious     |
| 12     | Andrea Vendrame    | Egan Bernal          | Peter Sagan     | Geoffrey Bouchard | Egan Bernal   | Ineos Grenadiers   | Simon Pellaud      | Dries De Bondt            | Simon Pellaud       | Bahrain Victorious     |
| 13     | Giacomo Nizzolo    | Egan Bernal          | Peter Sagan     | Geoffrey Bouchard | Egan Bernal   | Ineos Grenadiers   | Umberto Marengo    | Simon Pellaud             | Simon Pellaud       | Bahrain Victorious     |
| 14     | Lorenzo Fortunato  | Egan Bernal          | Peter Sagan     | Geoffrey Bouchard | Egan Bernal   | Ineos Grenadiers   | Umberto Marengo    | Simon Pellaud             | Simon Pellaud       | Bahrain Victorious     |
| 15     | Victor Campenaerts | Egan Bernal          | Peter Sagan     | Geoffrey Bouchard | Egan Bernal   | Trek-Segafredo     | Umberto Marengo    | Dries De Bondt            | Simon Pellaud       | Bahrain Victorious     |
| 16     | Egan Bernal        | Egan Bernal          | Peter Sagan     | Geoffrey Bouchard | Egan Bernal   | Trek-Segafredo     | Umberto Marengo    | Dries De Bondt            | Simon Pellaud       | Bahrain Victorious     |
| 17     | Dan Martin         | Egan Bernal          | Peter Sagan     | Geoffrey Bouchard | Egan Bernal   | Ineos Grenadiers   | Dries De Bondt     | Dries De Bondt            | Simon Pellaud       | Bahrain Victorious     |
| 18     | Alberto Bettiol    | Egan Bernal          | Peter Sagan     | Geoffrey Bouchard | Egan Bernal   | Team DSM           | Dries De Bondt     | Dries De Bondt            | Simon Pellaud       | Bahrain Victorious     |
| 19     | Simon Yates        | Egan Bernal          | Peter Sagan     | Geoffrey Bouchard | Egan Bernal   | Ineos Grenadiers   | Dries De Bondt     | Dries De Bondt            | Simon Pellaud       | Bahrain Victorious     |
| 20     | Damiano Caruso     | Egan Bernal          | Peter Sagan     | Geoffrey Bouchard | Egan Bernal   | Ineos Grenadiers   | Dries De Bondt     | Dries De Bondt            | Simon Pellaud       | Bahrain Victorious     |
| 21     | Filippo Ganna      | Egan Bernal          | Peter Sagan     | Geoffrey Bouchard | Egan Bernal   | Ineos Grenadiers   | Dries De Bondt     | Dries De Bondt            | Simon Pellaud       | Bahrain Victorious     |
| Samlet | Samlet             | Egan Bernal          | Peter Sagan     | Geoffrey Bouchard | Egan Bernal   | Ineos Grenadiers   | Dries De Bondt     | Dries De Bondt            | Simon Pellaud       | Bahrain Victorious     |

## Resultater
| \| Samlede stilling \| Samlede stilling \| Samlede stilling \| Samlede stilling \| Samlede stilling \| \| Rytter \| Rytter \| Hold \| Tid \| \| \| ---------------- \| ----------------- \| ---------------------- \| ---------------- \| ---------------- \| \| 1. \| Egan Bernal \| Ineos Grenadiers \| 86t 17' 28" \| \| \| 2. \| Damiano Caruso \| Bahrain Victorious \| + 1' 29" \| \| \| 3. \| Simon Yates \| BikeExchange \| + 4' 15" \| \| \| 4. \| Aleksandr Vlasov \| Astana-Premier Tech \| + 6' 40" \| \| \| 5. \| Daniel Martínez \| Ineos Grenadiers \| + 7' 24" \| \| \| 6. \| João Almeida \| Deceuninck-Quick Step \| + 7' 24" \| \| \| 7. \| Romain Bardet \| Team DSM \| + 8' 05" \| \| \| 8. \| Hugh Carthy \| EF Education-Nippo \| + 8' 56" \| \| \| 9. \| Tobias Foss \| Jumbo-Visma \| + 11' 44" \| \| \| 10. \| Daniel Martin \| Israel Start-Up Nation \| + 18' 35" \| \| \| 11. \| George Bennett \| Jumbo-Visma \| + 25' 35" \| \| \| 12. \| Koen Bouwman \| Jumbo-Visma \| + 30' 56" \| \| \| 13. \| Pello Bilbao \| Bahrain Victorious \| + 37' 58" \| \| \| 14. \| Attila Valter \| Groupama-FDJ \| + 45' 30" \| \| \| 15. \| Davide Formolo \| UAE Team Emirates \| + 47' 21" \| \| \| 16. \| Lorenzo Fortunato \| Eolo-Kometa \| + 47' 31" \| \| \| 17. \| Diego Ulissi \| UAE Team Emirates \| + 56' 31" \| \| \| 18. \| Vincenzo Nibali \| Trek-Segafredo \| + 1t 03' 59" \| \| \| 19. \| Gorka Izagirre \| Astana-Premier Tech \| + 1t 04' 12" \| \| \| 20. \| Louis Vervaeke \| Alpecin-Fenix \| + 1t 05' 09" \| \| |                   |                        |              |
| |                   |                        |              |
| Kilde: ProCyclingStats |                   |                        |              |
| Samlede stilling |                   |                        |              |
| Rytter | Rytter            | Hold                   | Tid          |
| 1. | Egan Bernal       | Ineos Grenadiers       | 86t 17' 28"  |
| 2. | Damiano Caruso    | Bahrain Victorious     | + 1' 29"     |
| 3. | Simon Yates       | BikeExchange           | + 4' 15"     |
| 4. | Aleksandr Vlasov  | Astana-Premier Tech    | + 6' 40"     |
| 5. | Daniel Martínez   | Ineos Grenadiers       | + 7' 24"     |
| 6. | João Almeida      | Deceuninck-Quick Step  | + 7' 24"     |
| 7. | Romain Bardet     | Team DSM               | + 8' 05"     |
| 8. | Hugh Carthy       | EF Education-Nippo     | + 8' 56"     |
| 9. | Tobias Foss       | Jumbo-Visma            | + 11' 44"    |
| 10. | Daniel Martin     | Israel Start-Up Nation | + 18' 35"    |
| 11. | George Bennett    | Jumbo-Visma            | + 25' 35"    |
| 12. | Koen Bouwman      | Jumbo-Visma            | + 30' 56"    |
| 13. | Pello Bilbao      | Bahrain Victorious     | + 37' 58"    |
| 14. | Attila Valter     | Groupama-FDJ           | + 45' 30"    |
| 15. | Davide Formolo    | UAE Team Emirates      | + 47' 21"    |
| 16. | Lorenzo Fortunato | Eolo-Kometa            | + 47' 31"    |
| 17. | Diego Ulissi      | UAE Team Emirates      | + 56' 31"    |
| 18. | Vincenzo Nibali   | Trek-Segafredo         | + 1t 03' 59" |
| 19. | Gorka Izagirre    | Astana-Premier Tech    | + 1t 04' 12" |
| 20. | Louis Vervaeke    | Alpecin-Fenix          | + 1t 05' 09" |

| Samlede stilling | Samlede stilling  | Samlede stilling       | Samlede stilling | Samlede stilling |
| Rytter           | Rytter            | Hold                   | Tid              |                  |
| ---------------- | ----------------- | ---------------------- | ---------------- | ---------------- |
| 1.               | Egan Bernal       | Ineos Grenadiers       | 86t 17' 28"      |                  |
| 2.               | Damiano Caruso    | Bahrain Victorious     | + 1' 29"         |                  |
| 3.               | Simon Yates       | BikeExchange           | + 4' 15"         |                  |
| 4.               | Aleksandr Vlasov  | Astana-Premier Tech    | + 6' 40"         |                  |
| 5.               | Daniel Martínez   | Ineos Grenadiers       | + 7' 24"         |                  |
| 6.               | João Almeida      | Deceuninck-Quick Step  | + 7' 24"         |                  |
| 7.               | Romain Bardet     | Team DSM               | + 8' 05"         |                  |
| 8.               | Hugh Carthy       | EF Education-Nippo     | + 8' 56"         |                  |
| 9.               | Tobias Foss       | Jumbo-Visma            | + 11' 44"        |                  |
| 10.              | Daniel Martin     | Israel Start-Up Nation | + 18' 35"        |                  |
| 11.              | George Bennett    | Jumbo-Visma            | + 25' 35"        |                  |
| 12.              | Koen Bouwman      | Jumbo-Visma            | + 30' 56"        |                  |
| 13.              | Pello Bilbao      | Bahrain Victorious     | + 37' 58"        |                  |
| 14.              | Attila Valter     | Groupama-FDJ           | + 45' 30"        |                  |
| 15.              | Davide Formolo    | UAE Team Emirates      | + 47' 21"        |                  |
| 16.              | Lorenzo Fortunato | Eolo-Kometa            | + 47' 31"        |                  |
| 17.              | Diego Ulissi      | UAE Team Emirates      | + 56' 31"        |                  |
| 18.              | Vincenzo Nibali   | Trek-Segafredo         | + 1t 03' 59"     |                  |
| 19.              | Gorka Izagirre    | Astana-Premier Tech    | + 1t 04' 12"     |                  |
| 20.              | Louis Vervaeke    | Alpecin-Fenix          | + 1t 05' 09"     |                  |

| Pointkonkurrence | Pointkonkurrence | Pointkonkurrence                   | Pointkonkurrence | Pointkonkurrence |
| Rytter           | Rytter           | Hold                               | Point            |                  |
| ---------------- | ---------------- | ---------------------------------- | ---------------- | ---------------- |
| 1.               | Peter Sagan      | Bora-Hansgrohe                     | 136 point        |                  |
| 2.               | Davide Cimolai   | Israel Start-Up Nation             | 118 point        |                  |
| 3.               | Fernando Gaviria | UAE Team Emirates                  | 116 point        |                  |
| 4.               | Elia Viviani     | Cofidis                            | 86 point         |                  |
| 5.               | Egan Bernal      | Ineos Grenadiers                   | 80 point         |                  |
| 6.               | Dries De Bondt   | Alpecin-Fenix                      | 71 point         |                  |
| 7.               | Andrea Pasqualon | Intermarché-Wanty-Gobert Matériaux | 61 point         |                  |
| 8.               | Simone Consonni  | Cofidis                            | 60 point         |                  |
| 9.               | Edoardo Affini   | Jumbo-Visma                        | 59 point         |                  |
| 10.              | Alberto Bettiol  | EF Education-Nippo                 | 57 point         |                  |

| Pointkonkurrence | Pointkonkurrence | Pointkonkurrence                   | Pointkonkurrence | Pointkonkurrence |
| Rytter           | Rytter           | Hold                               | Point            |                  |
| ---------------- | ---------------- | ---------------------------------- | ---------------- | ---------------- |
| 1.               | Peter Sagan      | Bora-Hansgrohe                     | 136 point        |                  |
| 2.               | Davide Cimolai   | Israel Start-Up Nation             | 118 point        |                  |
| 3.               | Fernando Gaviria | UAE Team Emirates                  | 116 point        |                  |
| 4.               | Elia Viviani     | Cofidis                            | 86 point         |                  |
| 5.               | Egan Bernal      | Ineos Grenadiers                   | 80 point         |                  |
| 6.               | Dries De Bondt   | Alpecin-Fenix                      | 71 point         |                  |
| 7.               | Andrea Pasqualon | Intermarché-Wanty-Gobert Matériaux | 61 point         |                  |
| 8.               | Simone Consonni  | Cofidis                            | 60 point         |                  |
| 9.               | Edoardo Affini   | Jumbo-Visma                        | 59 point         |                  |
| 10.              | Alberto Bettiol  | EF Education-Nippo                 | 57 point         |                  |

| Bjergkonkurrence | Bjergkonkurrence  | Bjergkonkurrence       | Bjergkonkurrence | Bjergkonkurrence |
| Rytter           | Rytter            | Hold                   | Point            |                  |
| ---------------- | ----------------- | ---------------------- | ---------------- | ---------------- |
| 1.               | Geoffrey Bouchard | AG2R Citroën Team      | 184 point        |                  |
| 2.               | Egan Bernal       | Ineos Grenadiers       | 140 point        |                  |
| 3.               | Damiano Caruso    | Bahrain Victorious     | 99 point         |                  |
| 4.               | Daniel Martin     | Israel Start-Up Nation | 83 point         |                  |
| 5.               | Simon Yates       | BikeExchange           | 61 point         |                  |
| 6.               | João Almeida      | Deceuninck-Quick Step  | 54 point         |                  |
| 7.               | Bauke Mollema     | Trek-Segafredo         | 53 point         |                  |
| 8.               | Lorenzo Fortunato | Eolo-Kometa            | 52 point         |                  |
| 9.               | Romain Bardet     | Team DSM               | 49 point         |                  |
| 10.              | Michael Storer    | Team DSM               | 46 point         |                  |

| Bjergkonkurrence | Bjergkonkurrence  | Bjergkonkurrence       | Bjergkonkurrence | Bjergkonkurrence |
| Rytter           | Rytter            | Hold                   | Point            |                  |
| ---------------- | ----------------- | ---------------------- | ---------------- | ---------------- |
| 1.               | Geoffrey Bouchard | AG2R Citroën Team      | 184 point        |                  |
| 2.               | Egan Bernal       | Ineos Grenadiers       | 140 point        |                  |
| 3.               | Damiano Caruso    | Bahrain Victorious     | 99 point         |                  |
| 4.               | Daniel Martin     | Israel Start-Up Nation | 83 point         |                  |
| 5.               | Simon Yates       | BikeExchange           | 61 point         |                  |
| 6.               | João Almeida      | Deceuninck-Quick Step  | 54 point         |                  |
| 7.               | Bauke Mollema     | Trek-Segafredo         | 53 point         |                  |
| 8.               | Lorenzo Fortunato | Eolo-Kometa            | 52 point         |                  |
| 9.               | Romain Bardet     | Team DSM               | 49 point         |                  |
| 10.              | Michael Storer    | Team DSM               | 46 point         |                  |

| Ungdomskonkurrence | Ungdomskonkurrence | Ungdomskonkurrence    | Ungdomskonkurrence | Ungdomskonkurrence |
| Rytter             | Rytter             | Hold                  | Tid                |                    |
| ------------------ | ------------------ | --------------------- | ------------------ | ------------------ |
| 1.                 | Egan Bernal        | Ineos Grenadiers      | 86t 17' 28"        |                    |
| 2.                 | Aleksandr Vlasov   | Astana-Premier Tech   | + 6' 40"           |                    |
| 3.                 | Daniel Martínez    | Ineos Grenadiers      | + 7' 24"           |                    |
| 4.                 | João Almeida       | Deceuninck-Quick Step | + 7' 24"           |                    |
| 5.                 | Tobias Foss        | Jumbo-Visma           | + 11' 44"          |                    |
| 6.                 | Attila Valter      | Groupama-FDJ          | + 45' 30"          |                    |
| 7.                 | Lorenzo Fortunato  | Eolo-Kometa           | + 47' 31"          |                    |
| 8.                 | Michael Storer     | Team DSM              | + 1t 49' 05"       |                    |
| 9.                 | Harold Tejada      | Astana-Premier Tech   | + 2t 01' 12"       |                    |
| 10.                | Alessandro Covi    | UAE Team Emirates     | + 2t 03' 30"       |                    |

| Ungdomskonkurrence | Ungdomskonkurrence | Ungdomskonkurrence    | Ungdomskonkurrence | Ungdomskonkurrence |
| Rytter             | Rytter             | Hold                  | Tid                |                    |
| ------------------ | ------------------ | --------------------- | ------------------ | ------------------ |
| 1.                 | Egan Bernal        | Ineos Grenadiers      | 86t 17' 28"        |                    |
| 2.                 | Aleksandr Vlasov   | Astana-Premier Tech   | + 6' 40"           |                    |
| 3.                 | Daniel Martínez    | Ineos Grenadiers      | + 7' 24"           |                    |
| 4.                 | João Almeida       | Deceuninck-Quick Step | + 7' 24"           |                    |
| 5.                 | Tobias Foss        | Jumbo-Visma           | + 11' 44"          |                    |
| 6.                 | Attila Valter      | Groupama-FDJ          | + 45' 30"          |                    |
| 7.                 | Lorenzo Fortunato  | Eolo-Kometa           | + 47' 31"          |                    |
| 8.                 | Michael Storer     | Team DSM              | + 1t 49' 05"       |                    |
| 9.                 | Harold Tejada      | Astana-Premier Tech   | + 2t 01' 12"       |                    |
| 10.                | Alessandro Covi    | UAE Team Emirates     | + 2t 03' 30"       |                    |

### Holdkonkurrencen
| Holdkonkurrence | Holdkonkurrence       | Holdkonkurrence | Holdkonkurrence |
| Hold            | Hold                  | Tid             |                 |
| --------------- | --------------------- | --------------- | --------------- |
| 1.              | Ineos Grenadiers      | 259t 30' 31"    |                 |
| 2.              | Jumbo-Visma           | + 26' 52"       |                 |
| 3.              | Team DSM              | + 29' 09"       |                 |
| 4.              | Astana-Premier Tech   | + 33' 05"       |                 |
| 5.              | Team BikeExchange     | + 1t 15' 12"    |                 |
| 6.              | Trek-Segafredo        | + 1t 27' 09"    |                 |
| 7.              | Movistar Team         | + 1t 28' 18"    |                 |
| 8.              | Deceuninck-Quick Step | + 1t 37' 51"    |                 |
| 9.              | Bahrain Victorious    | + 1t 51' 05"    |                 |
| 10.             | UAE Team Emirates     | + 1t 54' 04"    |                 |

## Hold og ryttere
184 ryttere fra 23 hold og 33 nationer stillede til start.
| UCI WorldTeams (19)- AG2R Citroën Team - Astana-Premier Tech - Bahrain Victorious - Bora-Hansgrohe - Cofidis - Deceuninck-Quick Step - EF Education-Nippo - Groupama-FDJ - Ineos Grenadiers - Intermarché-Wanty-Gobert Matériaux - Israel Start-Up Nation - Jumbo-Visma - Lotto Soudal - Movistar Team - Team BikeExchange - Team DSM - Qhubeka Assos - Trek-Segafredo - UAE Team Emirates UCI ProTeams (4)- Alpecin-Fenix - Androni Giocattoli-Sidermec - Bardiani CSF Faizanè - Eolo-Kometa |
| |

| Nationer                                                                             | Antal ryttere |
| ------------------------------------------------------------------------------------ | ------------- |
| Italien                                                                              | 56            |
| Belgien                                                                              | 17            |
| Frankrig                                                                             | 13            |
| Holland                                                                              | 12            |
| Spanien                                                                              | 11            |
| Australien, Tyskland                                                                 | 8             |
| Storbritannien                                                                       | 6             |
| Colombia, Schweiz                                                                    | 5             |
| USA                                                                                  | 4             |
| Ecuador, Eritrea, Polen, Portugal                                                    | 3             |
| Argentina, Danmark, Estland, Irland, New Zealand, Rusland, Slovenien, Ungarn, Østrig | 2             |
| Canada, Israel, Japan, Kasakhstan, Letland, Norge, Slovakiet, Tjekkiet, Ukraine      | 1             |

### Danske ryttere
| Danske ryttere på startlisten |                         |                       |           |
| Rygnummer                     | Rytter                  | Hold                  | Placering |
| 94                            | Mikkel Frølich Honoré   | Deceuninck-Quick Step | 81        |
| 183                           | Christopher Juul-Jensen | Team BikeExchange     | 97        |

* DNF = gennemførte ikke

### Startliste
| Ineos Grenadiers IGD | Ineos Grenadiers IGD                | Ineos Grenadiers IGD |
| -------------------- | ----------------------------------- | -------------------- |
| Nr.                  | Rytter                              | Placering            |
| 1                    | Egan Bernal (COL)                   | 1.                   |
| 2                    | Jonathan Castroviejo (ESP)          | 23.                  |
| 3                    | Filippo Ganna (ITA) (enkeltstart)   | 118.                 |
| 4                    | Daniel Martínez (COL) (enkeltstart) | 5.                   |
| 5                    | Gianni Moscon (ITA)                 | 24.                  |
| 6                    | Jhonatan Narváez (ECU)              | 49.                  |
| 7                    | Salvatore Puccio (ITA)              | 94.                  |
| 8                    | Pavel Sivakov (RUS)                 | DNS-6                |

| AG2R Citroën Team ACT | AG2R Citroën Team ACT     | AG2R Citroën Team ACT |
| --------------------- | ------------------------- | --------------------- |
| Nr.                   | Rytter                    | Placering             |
| 11                    | Tony Gallopin (FRA)       | 60.                   |
| 12                    | François Bidard (FRA)     | DNS-6                 |
| 13                    | Geoffrey Bouchard (FRA)   | 58.                   |
| 14                    | Clément Champoussin (FRA) | DNF-9                 |
| 15                    | Alexis Gougeard (FRA)     | 114.                  |
| 16                    | Lawrence Naesen (BEL)     | 119.                  |
| 17                    | Andrea Vendrame (ITA)     | 50.                   |
| 18                    | Larry Warbasse (USA)      | 41.                   |

| Alpecin-Fenix AFC | Alpecin-Fenix AFC               | Alpecin-Fenix AFC |
| ----------------- | ------------------------------- | ----------------- |
| Nr.               | Rytter                          | Placering         |
| 21                | Tim Merlier (BEL)               | DNS-11            |
| 22                | Dries De Bondt (BEL) (landevej) | 91.               |
| 23                | Jimmy Janssens (BEL)            | 65.               |
| 24                | Alexander Krieger (GER)         | 140.              |
| 25                | Senne Leysen (BEL)              | 101.              |
| 26                | Oscar Riesebeek (NED)           | 104.              |
| 27                | Gianni Vermeersch (BEL)         | 87.               |
| 28                | Louis Vervaeke (BEL)            | 20.               |

| Androni Giocattoli-Sidermec ANS | Androni Giocattoli-Sidermec ANS  | Androni Giocattoli-Sidermec ANS |
| ------------------------------- | -------------------------------- | ------------------------------- |
| Nr.                             | Rytter                           | Placering                       |
| 31                              | Jefferson Alexander Cepeda (ECU) | DNS-19                          |
| 32                              | Simon Pellaud (SUI)              | 69.                             |
| 33                              | Andrij Ponomar (UKR)             | 67.                             |
| 34                              | Simone Ravanelli (ITA)           | 71.                             |
| 35                              | Eduardo Sepúlveda (ARG)          | 47.                             |
| 36                              | Filippo Tagliani (ITA)           | 123.                            |
| 37                              | Natnael Tesfatsion (ERI)         | 92.                             |
| 38                              | Nicola Venchiarutti (ITA)        | 132.                            |

| Astana-Premier Tech APT | Astana-Premier Tech APT            | Astana-Premier Tech APT |
| ----------------------- | ---------------------------------- | ----------------------- |
| Nr.                     | Rytter                             | Placering               |
| 41                      | Aleksandr Vlasov (RUS)             | 4.                      |
| 42                      | Samuele Battistella (ITA)          | 82.                     |
| 43                      | Fabio Felline (ITA)                | DNS-20                  |
| 44                      | Gorka Izagirre (ESP)               | 19.                     |
| 45                      | Vadim Pronskij (KAZ)               | 40.                     |
| 46                      | Luis León Sánchez (ESP) (landevej) | 33.                     |
| 47                      | Matteo Sobrero (ITA)               | 61.                     |
| 48                      | Harold Tejada (COL)                | 36.                     |

| Bahrain Victorious TBV | Bahrain Victorious TBV           | Bahrain Victorious TBV |
| ---------------------- | -------------------------------- | ---------------------- |
| Nr.                    | Rytter                           | Placering              |
| 51                     | Mikel Landa (ESP)                | DNF-5                  |
| 52                     | Yukiya Arashiro (JPN)            | 77.                    |
| 53                     | Pello Bilbao (ESP) (enkeltstart) | 13.                    |
| 54                     | Damiano Caruso (ITA)             | 2.                     |
| 55                     | Gino Mäder (SUI)                 | DNF-12                 |
| 56                     | Matej Mohorič (SLO)              | DNF-9                  |
| 57                     | Jan Tratnik (SLO)                | 70.                    |
| 58                     | Rafael Valls (ESP)               | 96.                    |

| Bardiani CSF Faizanè BCF | Bardiani CSF Faizanè BCF | Bardiani CSF Faizanè BCF |
| ------------------------ | ------------------------ | ------------------------ |
| Nr.                      | Rytter                   | Placering                |
| 61                       | Giovanni Visconti (ITA)  | 95.                      |
| 62                       | Enrico Battaglin (ITA)   | 85.                      |
| 63                       | Giovanni Carboni (ITA)   | 35.                      |
| 64                       | Filippo Fiorelli (ITA)   | 108.                     |
| 65                       | Davide Gabburo (ITA)     | 106.                     |
| 66                       | Umberto Marengo (ITA)    | 139.                     |
| 67                       | Filippo Zana (ITA)       | 73.                      |
| 68                       | Samuele Zoccarato (ITA)  | 105.                     |

| Bora-Hansgrohe BOH | Bora-Hansgrohe BOH        | Bora-Hansgrohe BOH |
| ------------------ | ------------------------- | ------------------ |
| Nr.                | Rytter                    | Placering          |
| 71                 | Peter Sagan (SVK)         | 117.               |
| 72                 | Giovanni Aleotti (ITA)    | 80.                |
| 73                 | Cesare Benedetti (ITA)    | 103.               |
| 74                 | Maciej Bodnar (POL)       | 136.               |
| 75                 | Emanuel Buchmann (GER)    | DNF-15             |
| 76                 | Matteo Fabbro (ITA)       | 32.                |
| 77                 | Felix Großschartner (AUT) | 42.                |
| 78                 | Daniel Oss (ITA)          | 112.               |

| Cofidis COF | Cofidis COF                      | Cofidis COF |
| ----------- | -------------------------------- | ----------- |
| Nr.         | Rytter                           | Placering   |
| 81          | Elia Viviani (ITA)               | 135.        |
| 82          | Natnael Berhane (ERI) (landevej) | DNF-15      |
| 83          | Simone Consonni (ITA)            | 110.        |
| 84          | Nicolas Edet (FRA)               | DNF-14      |
| 85          | Victor Lafay (FRA)               | DNS-19      |
| 86          | Rémy Rochas (FRA)                | DNF-17      |
| 87          | Fabio Sabatini (ITA)             | 133.        |
| 88          | Attilio Viviani (ITA)            | 142.        |

| Deceuninck-Quick Step DQT | Deceuninck-Quick Step DQT        | Deceuninck-Quick Step DQT |
| ------------------------- | -------------------------------- | ------------------------- |
| Nr.                       | Rytter                           | Placering                 |
| 91                        | Remco Evenepoel (BEL)            | DNS-18                    |
| 92                        | João Almeida (POR)               | 6.                        |
| 93                        | Rémi Cavagna (FRA) (enkeltstart) | 68.                       |
| 94                        | Mikkel Honoré (DEN)              | 81.                       |
| 95                        | Iljo Keisse (BEL)                | 121.                      |
| 96                        | James Knox (GBR)                 | 53.                       |
| 97                        | Fausto Masnada (ITA)             | DNF-12                    |
| 98                        | Pieter Serry (BEL)               | 56.                       |

| EF Education-Nippo EFN | EF Education-Nippo EFN            | EF Education-Nippo EFN |
| ---------------------- | --------------------------------- | ---------------------- |
| Nr.                    | Rytter                            | Placering              |
| 101                    | Hugh Carthy (GBR)                 | 8.                     |
| 102                    | Jonathan Caicedo (ECU) (landevej) | DNF-11                 |
| 103                    | Simon Carr (GBR)                  | 66.                    |
| 104                    | Ruben Guerreiro (POR)             | DNF-15                 |
| 105                    | Jens Keukeleire (BEL)             | 78.                    |
| 106                    | Julius van den Berg (NED)         | 125.                   |
| 107                    | Alberto Bettiol (ITA)             | 30.                    |
| 109                    | Tejay van Garderen (USA)          | 84.                    |

| Eolo-Kometa EOK | Eolo-Kometa EOK         | Eolo-Kometa EOK |
| --------------- | ----------------------- | --------------- |
| Nr.             | Rytter                  | Placering       |
| 111             | Manuel Belletti (ITA)   | DNF-6           |
| 112             | Vincenzo Albanese (ITA) | 75.             |
| 113             | Mark Christian (GBR)    | 76.             |
| 114             | Márton Dina (HUN)       | 100.            |
| 115             | Lorenzo Fortunato (ITA) | 16.             |
| 116             | Francesco Gavazzi (ITA) | 29.             |
| 117             | Edward Ravasi (ITA)     | 46.             |
| 118             | Samuele Rivi (ITA)      | 129.            |

| Groupama-FDJ GFC | Groupama-FDJ GFC            | Groupama-FDJ GFC |
| ---------------- | --------------------------- | ---------------- |
| Nr.              | Rytter                      | Placering        |
| 121              | Rudy Molard (FRA)           | 37.              |
| 122              | Matteo Badilatti (SUI)      | 34.              |
| 123              | Antoine Duchesne (CAN)      | 115.             |
| 124              | Simon Guglielmi (FRA)       | 90.              |
| 125              | Sébastien Reichenbach (SUI) | DNF-16           |
| 126              | Romain Seigle (FRA)         | 88.              |
| 127              | Attila Valter (HUN)         | 14.              |
| 128              | Lars van den Berg (NED)     | 64.              |

| Intermarché-Wanty-Gobert Matériaux IWG | Intermarché-Wanty-Gobert Matériaux IWG | Intermarché-Wanty-Gobert Matériaux IWG |
| -------------------------------------- | -------------------------------------- | -------------------------------------- |
| Nr.                                    | Rytter                                 | Placering                              |
| 131                                    | Jan Hirt (CZE)                         | 26.                                    |
| 132                                    | Quinten Hermans (BEL)                  | 43.                                    |
| 133                                    | Wesley Kreder (NED)                    | 128.                                   |
| 134                                    | Riccardo Minali (ITA)                  | 143.                                   |
| 135                                    | Andrea Pasqualon (ITA)                 | 72.                                    |
| 136                                    | Simone Petilli (ITA)                   | 44.                                    |
| 137                                    | Rein Taaramäe (EST)                    | 51.                                    |
| 138                                    | Taco van der Hoorn (NED)               | 107.                                   |

| Israel Start-Up Nation ISN | Israel Start-Up Nation ISN | Israel Start-Up Nation ISN |
| -------------------------- | -------------------------- | -------------------------- |
| Nr.                        | Rytter                     | Placering                  |
| 141                        | Daniel Martin (IRL)        | 10.                        |
| 142                        | Patrick Bevin (NZL)        | 48.                        |
| 143                        | Matthias Brändle (AUT)     | 130.                       |
| 144                        | Davide Cimolai (ITA)       | 127.                       |
| 145                        | Alessandro De Marchi (ITA) | DNF-12                     |
| 146                        | Alex Dowsett (GBR)         | DNF-12                     |
| 147                        | Krists Neilands (LAT)      | DNS-2                      |
| 148                        | Guy Niv (ISR)              | 74.                        |

| Jumbo-Visma TJV | Jumbo-Visma TJV                 | Jumbo-Visma TJV |
| --------------- | ------------------------------- | --------------- |
| Nr.             | Rytter                          | Placering       |
| 151             | George Bennett (NZL) (landevej) | 11.             |
| 152             | Edoardo Affini (ITA)            | 113.            |
| 153             | Koen Bouwman (NED)              | 12.             |
| 154             | David Dekker (NED)              | DNS-14          |
| 155             | Tobias Foss (NOR)               | 9.              |
| 156             | Dylan Groenewegen (NED)         | DNS-14          |
| 157             | Paul Martens (GER)              | 99.             |
| 158             | Jos van Emden (NED)             | DNF-15          |

| Lotto-Soudal LTS | Lotto-Soudal LTS        | Lotto-Soudal LTS |
| ---------------- | ----------------------- | ---------------- |
| Nr.              | Rytter                  | Placering        |
| 161              | Caleb Ewan (AUS)        | DNF-8            |
| 162              | Jasper De Buyst (BEL)   | DNF-9            |
| 163              | Thomas De Gendt (BEL)   | DNS-16           |
| 164              | Kobe Goossens (BEL)     | DNF-12           |
| 165              | Roger Kluge (GER)       | DNF-14           |
| 166              | Tomasz Marczyński (POL) | DNS-9            |
| 167              | Stefano Oldani (ITA)    | 79.              |
| 168              | Harm Vanhoucke (BEL)    | 86.              |

| Movistar Team MOV | Movistar Team MOV      | Movistar Team MOV |
| ----------------- | ---------------------- | ----------------- |
| Nr.               | Rytter                 | Placering         |
| 171               | Marc Soler (ESP)       | DNF-12            |
| 172               | Dario Cataldo (ITA)    | 54.               |
| 173               | Matteo Jorgenson (USA) | 98.               |
| 174               | Nelson Oliveira (POR)  | 27.               |
| 175               | Antonio Pedrero (ESP)  | 22.               |
| 176               | Einer Rubio (COL)      | 39.               |
| 177               | Albert Torres (ESP)    | 138.              |
| 178               | Davide Villella (ITA)  | 55.               |

| BikeExchange BEX | BikeExchange BEX               | BikeExchange BEX |
| ---------------- | ------------------------------ | ---------------- |
| Nr.              | Rytter                         | Placering        |
| 181              | Simon Yates (GBR)              | 3.               |
| 182              | Michael Hepburn (AUS)          | 120.             |
| 183              | Christopher Juul-Jensen (DEN)  | 97.              |
| 184              | Tanel Kangert (EST)            | 21.              |
| 185              | Cameron Meyer (AUS) (landevej) | 111.             |
| 186              | Mikel Nieve (ESP)              | 25.              |
| 187              | Nick Schultz (AUS)             | DNS-18           |
| 188              | Callum Scotson (AUS)           | 83.              |

| Team DSM DSM | Team DSM DSM         | Team DSM DSM |
| ------------ | -------------------- | ------------ |
| Nr.          | Rytter               | Placering    |
| 191          | Jai Hindley (AUS)    | DNS-14       |
| 192          | Nikias Arndt (GER)   | 62.          |
| 193          | Romain Bardet (FRA)  | 7.           |
| 194          | Nico Denz (GER)      | 102.         |
| 195          | Chris Hamilton (AUS) | 45.          |
| 196          | Max Kanter (GER)     | 116.         |
| 197          | Nicolas Roche (IRL)  | 59.          |
| 198          | Michael Storer (AUS) | 31.          |

| Qhubeka Assos TQA | Qhubeka Assos TQA                | Qhubeka Assos TQA |
| ----------------- | -------------------------------- | ----------------- |
| Nr.               | Rytter                           | Placering         |
| 201               | Giacomo Nizzolo (ITA) (landevej) | DNS-15            |
| 202               | Victor Campenaerts (BEL)         | DNS-17            |
| 203               | Kilian Frankiny (SUI)            | 57.               |
| 204               | Bert-Jan Lindeman (NED)          | 122.              |
| 205               | Domenico Pozzovivo (ITA)         | DNS-7             |
| 206               | Mauro Schmid (SUI)               | 93.               |
| 207               | Max Walscheid (GER)              | 124.              |
| 208               | Łukasz Wiśniowski (POL)          | 131.              |

| Trek-Segafredo TFS | Trek-Segafredo TFS            | Trek-Segafredo TFS |
| ------------------ | ----------------------------- | ------------------ |
| Nr.                | Rytter                        | Placering          |
| 211                | Vincenzo Nibali (ITA)         | 18.                |
| 212                | Gianluca Brambilla (ITA)      | DNF-19             |
| 213                | Giulio Ciccone (ITA)          | DNS-18             |
| 214                | Koen de Kort (NED)            | 134.               |
| 215                | Amanuel Ghebreigzabhier (ERI) | 63.                |
| 216                | Bauke Mollema (NED)           | 28.                |
| 217                | Jacopo Mosca (ITA)            | 52.                |
| 218                | Matteo Moschetti (ITA)        | 141.               |

| UAE Team Emirates UAD | UAE Team Emirates UAD     | UAE Team Emirates UAD |
| --------------------- | ------------------------- | --------------------- |
| Nr.                   | Rytter                    | Placering             |
| 221                   | Davide Formolo (ITA)      | 15.                   |
| 222                   | Valerio Conti (ITA)       | 89.                   |
| 223                   | Alessandro Covi (ITA)     | 38.                   |
| 224                   | Joe Dombrowski (USA)      | DNS-6                 |
| 225                   | Fernando Gaviria (COL)    | 109.                  |
| 226                   | Sebastián Molano (COL)    | 126.                  |
| 227                   | Maximiliano Richeze (ARG) | 137.                  |
| 228                   | Diego Ulissi (ITA)        | 17.                   |

| Ineos Grenadiers IGD | Ineos Grenadiers IGD                | Ineos Grenadiers IGD |
| -------------------- | ----------------------------------- | -------------------- |
| Nr.                  | Rytter                              | Placering            |
| 1                    | Egan Bernal (COL)                   | 1.                   |
| 2                    | Jonathan Castroviejo (ESP)          | 23.                  |
| 3                    | Filippo Ganna (ITA) (enkeltstart)   | 118.                 |
| 4                    | Daniel Martínez (COL) (enkeltstart) | 5.                   |
| 5                    | Gianni Moscon (ITA)                 | 24.                  |
| 6                    | Jhonatan Narváez (ECU)              | 49.                  |
| 7                    | Salvatore Puccio (ITA)              | 94.                  |
| 8                    | Pavel Sivakov (RUS)                 | DNS-6                |

| AG2R Citroën Team ACT | AG2R Citroën Team ACT     | AG2R Citroën Team ACT |
| --------------------- | ------------------------- | --------------------- |
| Nr.                   | Rytter                    | Placering             |
| 11                    | Tony Gallopin (FRA)       | 60.                   |
| 12                    | François Bidard (FRA)     | DNS-6                 |
| 13                    | Geoffrey Bouchard (FRA)   | 58.                   |
| 14                    | Clément Champoussin (FRA) | DNF-9                 |
| 15                    | Alexis Gougeard (FRA)     | 114.                  |
| 16                    | Lawrence Naesen (BEL)     | 119.                  |
| 17                    | Andrea Vendrame (ITA)     | 50.                   |
| 18                    | Larry Warbasse (USA)      | 41.                   |

| Alpecin-Fenix AFC | Alpecin-Fenix AFC               | Alpecin-Fenix AFC |
| ----------------- | ------------------------------- | ----------------- |
| Nr.               | Rytter                          | Placering         |
| 21                | Tim Merlier (BEL)               | DNS-11            |
| 22                | Dries De Bondt (BEL) (landevej) | 91.               |
| 23                | Jimmy Janssens (BEL)            | 65.               |
| 24                | Alexander Krieger (GER)         | 140.              |
| 25                | Senne Leysen (BEL)              | 101.              |
| 26                | Oscar Riesebeek (NED)           | 104.              |
| 27                | Gianni Vermeersch (BEL)         | 87.               |
| 28                | Louis Vervaeke (BEL)            | 20.               |

| Androni Giocattoli-Sidermec ANS | Androni Giocattoli-Sidermec ANS  | Androni Giocattoli-Sidermec ANS |
| ------------------------------- | -------------------------------- | ------------------------------- |
| Nr.                             | Rytter                           | Placering                       |
| 31                              | Jefferson Alexander Cepeda (ECU) | DNS-19                          |
| 32                              | Simon Pellaud (SUI)              | 69.                             |
| 33                              | Andrij Ponomar (UKR)             | 67.                             |
| 34                              | Simone Ravanelli (ITA)           | 71.                             |
| 35                              | Eduardo Sepúlveda (ARG)          | 47.                             |
| 36                              | Filippo Tagliani (ITA)           | 123.                            |
| 37                              | Natnael Tesfatsion (ERI)         | 92.                             |
| 38                              | Nicola Venchiarutti (ITA)        | 132.                            |

| Astana-Premier Tech APT | Astana-Premier Tech APT            | Astana-Premier Tech APT |
| ----------------------- | ---------------------------------- | ----------------------- |
| Nr.                     | Rytter                             | Placering               |
| 41                      | Aleksandr Vlasov (RUS)             | 4.                      |
| 42                      | Samuele Battistella (ITA)          | 82.                     |
| 43                      | Fabio Felline (ITA)                | DNS-20                  |
| 44                      | Gorka Izagirre (ESP)               | 19.                     |
| 45                      | Vadim Pronskij (KAZ)               | 40.                     |
| 46                      | Luis León Sánchez (ESP) (landevej) | 33.                     |
| 47                      | Matteo Sobrero (ITA)               | 61.                     |
| 48                      | Harold Tejada (COL)                | 36.                     |

| Bahrain Victorious TBV | Bahrain Victorious TBV           | Bahrain Victorious TBV |
| ---------------------- | -------------------------------- | ---------------------- |
| Nr.                    | Rytter                           | Placering              |
| 51                     | Mikel Landa (ESP)                | DNF-5                  |
| 52                     | Yukiya Arashiro (JPN)            | 77.                    |
| 53                     | Pello Bilbao (ESP) (enkeltstart) | 13.                    |
| 54                     | Damiano Caruso (ITA)             | 2.                     |
| 55                     | Gino Mäder (SUI)                 | DNF-12                 |
| 56                     | Matej Mohorič (SLO)              | DNF-9                  |
| 57                     | Jan Tratnik (SLO)                | 70.                    |
| 58                     | Rafael Valls (ESP)               | 96.                    |

| Bardiani CSF Faizanè BCF | Bardiani CSF Faizanè BCF | Bardiani CSF Faizanè BCF |
| ------------------------ | ------------------------ | ------------------------ |
| Nr.                      | Rytter                   | Placering                |
| 61                       | Giovanni Visconti (ITA)  | 95.                      |
| 62                       | Enrico Battaglin (ITA)   | 85.                      |
| 63                       | Giovanni Carboni (ITA)   | 35.                      |
| 64                       | Filippo Fiorelli (ITA)   | 108.                     |
| 65                       | Davide Gabburo (ITA)     | 106.                     |
| 66                       | Umberto Marengo (ITA)    | 139.                     |
| 67                       | Filippo Zana (ITA)       | 73.                      |
| 68                       | Samuele Zoccarato (ITA)  | 105.                     |

| Bora-Hansgrohe BOH | Bora-Hansgrohe BOH        | Bora-Hansgrohe BOH |
| ------------------ | ------------------------- | ------------------ |
| Nr.                | Rytter                    | Placering          |
| 71                 | Peter Sagan (SVK)         | 117.               |
| 72                 | Giovanni Aleotti (ITA)    | 80.                |
| 73                 | Cesare Benedetti (ITA)    | 103.               |
| 74                 | Maciej Bodnar (POL)       | 136.               |
| 75                 | Emanuel Buchmann (GER)    | DNF-15             |
| 76                 | Matteo Fabbro (ITA)       | 32.                |
| 77                 | Felix Großschartner (AUT) | 42.                |
| 78                 | Daniel Oss (ITA)          | 112.               |

| Cofidis COF | Cofidis COF                      | Cofidis COF |
| ----------- | -------------------------------- | ----------- |
| Nr.         | Rytter                           | Placering   |
| 81          | Elia Viviani (ITA)               | 135.        |
| 82          | Natnael Berhane (ERI) (landevej) | DNF-15      |
| 83          | Simone Consonni (ITA)            | 110.        |
| 84          | Nicolas Edet (FRA)               | DNF-14      |
| 85          | Victor Lafay (FRA)               | DNS-19      |
| 86          | Rémy Rochas (FRA)                | DNF-17      |
| 87          | Fabio Sabatini (ITA)             | 133.        |
| 88          | Attilio Viviani (ITA)            | 142.        |

| Deceuninck-Quick Step DQT | Deceuninck-Quick Step DQT        | Deceuninck-Quick Step DQT |
| ------------------------- | -------------------------------- | ------------------------- |
| Nr.                       | Rytter                           | Placering                 |
| 91                        | Remco Evenepoel (BEL)            | DNS-18                    |
| 92                        | João Almeida (POR)               | 6.                        |
| 93                        | Rémi Cavagna (FRA) (enkeltstart) | 68.                       |
| 94                        | Mikkel Honoré (DEN)              | 81.                       |
| 95                        | Iljo Keisse (BEL)                | 121.                      |
| 96                        | James Knox (GBR)                 | 53.                       |
| 97                        | Fausto Masnada (ITA)             | DNF-12                    |
| 98                        | Pieter Serry (BEL)               | 56.                       |

| EF Education-Nippo EFN | EF Education-Nippo EFN            | EF Education-Nippo EFN |
| ---------------------- | --------------------------------- | ---------------------- |
| Nr.                    | Rytter                            | Placering              |
| 101                    | Hugh Carthy (GBR)                 | 8.                     |
| 102                    | Jonathan Caicedo (ECU) (landevej) | DNF-11                 |
| 103                    | Simon Carr (GBR)                  | 66.                    |
| 104                    | Ruben Guerreiro (POR)             | DNF-15                 |
| 105                    | Jens Keukeleire (BEL)             | 78.                    |
| 106                    | Julius van den Berg (NED)         | 125.                   |
| 107                    | Alberto Bettiol (ITA)             | 30.                    |
| 109                    | Tejay van Garderen (USA)          | 84.                    |

| Eolo-Kometa EOK | Eolo-Kometa EOK         | Eolo-Kometa EOK |
| --------------- | ----------------------- | --------------- |
| Nr.             | Rytter                  | Placering       |
| 111             | Manuel Belletti (ITA)   | DNF-6           |
| 112             | Vincenzo Albanese (ITA) | 75.             |
| 113             | Mark Christian (GBR)    | 76.             |
| 114             | Márton Dina (HUN)       | 100.            |
| 115             | Lorenzo Fortunato (ITA) | 16.             |
| 116             | Francesco Gavazzi (ITA) | 29.             |
| 117             | Edward Ravasi (ITA)     | 46.             |
| 118             | Samuele Rivi (ITA)      | 129.            |

| Groupama-FDJ GFC | Groupama-FDJ GFC            | Groupama-FDJ GFC |
| ---------------- | --------------------------- | ---------------- |
| Nr.              | Rytter                      | Placering        |
| 121              | Rudy Molard (FRA)           | 37.              |
| 122              | Matteo Badilatti (SUI)      | 34.              |
| 123              | Antoine Duchesne (CAN)      | 115.             |
| 124              | Simon Guglielmi (FRA)       | 90.              |
| 125              | Sébastien Reichenbach (SUI) | DNF-16           |
| 126              | Romain Seigle (FRA)         | 88.              |
| 127              | Attila Valter (HUN)         | 14.              |
| 128              | Lars van den Berg (NED)     | 64.              |

| Intermarché-Wanty-Gobert Matériaux IWG | Intermarché-Wanty-Gobert Matériaux IWG | Intermarché-Wanty-Gobert Matériaux IWG |
| -------------------------------------- | -------------------------------------- | -------------------------------------- |
| Nr.                                    | Rytter                                 | Placering                              |
| 131                                    | Jan Hirt (CZE)                         | 26.                                    |
| 132                                    | Quinten Hermans (BEL)                  | 43.                                    |
| 133                                    | Wesley Kreder (NED)                    | 128.                                   |
| 134                                    | Riccardo Minali (ITA)                  | 143.                                   |
| 135                                    | Andrea Pasqualon (ITA)                 | 72.                                    |
| 136                                    | Simone Petilli (ITA)                   | 44.                                    |
| 137                                    | Rein Taaramäe (EST)                    | 51.                                    |
| 138                                    | Taco van der Hoorn (NED)               | 107.                                   |

| Israel Start-Up Nation ISN | Israel Start-Up Nation ISN | Israel Start-Up Nation ISN |
| -------------------------- | -------------------------- | -------------------------- |
| Nr.                        | Rytter                     | Placering                  |
| 141                        | Daniel Martin (IRL)        | 10.                        |
| 142                        | Patrick Bevin (NZL)        | 48.                        |
| 143                        | Matthias Brändle (AUT)     | 130.                       |
| 144                        | Davide Cimolai (ITA)       | 127.                       |
| 145                        | Alessandro De Marchi (ITA) | DNF-12                     |
| 146                        | Alex Dowsett (GBR)         | DNF-12                     |
| 147                        | Krists Neilands (LAT)      | DNS-2                      |
| 148                        | Guy Niv (ISR)              | 74.                        |

| Jumbo-Visma TJV | Jumbo-Visma TJV                 | Jumbo-Visma TJV |
| --------------- | ------------------------------- | --------------- |
| Nr.             | Rytter                          | Placering       |
| 151             | George Bennett (NZL) (landevej) | 11.             |
| 152             | Edoardo Affini (ITA)            | 113.            |
| 153             | Koen Bouwman (NED)              | 12.             |
| 154             | David Dekker (NED)              | DNS-14          |
| 155             | Tobias Foss (NOR)               | 9.              |
| 156             | Dylan Groenewegen (NED)         | DNS-14          |
| 157             | Paul Martens (GER)              | 99.             |
| 158             | Jos van Emden (NED)             | DNF-15          |

| Lotto-Soudal LTS | Lotto-Soudal LTS        | Lotto-Soudal LTS |
| ---------------- | ----------------------- | ---------------- |
| Nr.              | Rytter                  | Placering        |
| 161              | Caleb Ewan (AUS)        | DNF-8            |
| 162              | Jasper De Buyst (BEL)   | DNF-9            |
| 163              | Thomas De Gendt (BEL)   | DNS-16           |
| 164              | Kobe Goossens (BEL)     | DNF-12           |
| 165              | Roger Kluge (GER)       | DNF-14           |
| 166              | Tomasz Marczyński (POL) | DNS-9            |
| 167              | Stefano Oldani (ITA)    | 79.              |
| 168              | Harm Vanhoucke (BEL)    | 86.              |

| Movistar Team MOV | Movistar Team MOV      | Movistar Team MOV |
| ----------------- | ---------------------- | ----------------- |
| Nr.               | Rytter                 | Placering         |
| 171               | Marc Soler (ESP)       | DNF-12            |
| 172               | Dario Cataldo (ITA)    | 54.               |
| 173               | Matteo Jorgenson (USA) | 98.               |
| 174               | Nelson Oliveira (POR)  | 27.               |
| 175               | Antonio Pedrero (ESP)  | 22.               |
| 176               | Einer Rubio (COL)      | 39.               |
| 177               | Albert Torres (ESP)    | 138.              |
| 178               | Davide Villella (ITA)  | 55.               |

| BikeExchange BEX | BikeExchange BEX               | BikeExchange BEX |
| ---------------- | ------------------------------ | ---------------- |
| Nr.              | Rytter                         | Placering        |
| 181              | Simon Yates (GBR)              | 3.               |
| 182              | Michael Hepburn (AUS)          | 120.             |
| 183              | Christopher Juul-Jensen (DEN)  | 97.              |
| 184              | Tanel Kangert (EST)            | 21.              |
| 185              | Cameron Meyer (AUS) (landevej) | 111.             |
| 186              | Mikel Nieve (ESP)              | 25.              |
| 187              | Nick Schultz (AUS)             | DNS-18           |
| 188              | Callum Scotson (AUS)           | 83.              |

| Team DSM DSM | Team DSM DSM         | Team DSM DSM |
| ------------ | -------------------- | ------------ |
| Nr.          | Rytter               | Placering    |
| 191          | Jai Hindley (AUS)    | DNS-14       |
| 192          | Nikias Arndt (GER)   | 62.          |
| 193          | Romain Bardet (FRA)  | 7.           |
| 194          | Nico Denz (GER)      | 102.         |
| 195          | Chris Hamilton (AUS) | 45.          |
| 196          | Max Kanter (GER)     | 116.         |
| 197          | Nicolas Roche (IRL)  | 59.          |
| 198          | Michael Storer (AUS) | 31.          |

| Qhubeka Assos TQA | Qhubeka Assos TQA                | Qhubeka Assos TQA |
| ----------------- | -------------------------------- | ----------------- |
| Nr.               | Rytter                           | Placering         |
| 201               | Giacomo Nizzolo (ITA) (landevej) | DNS-15            |
| 202               | Victor Campenaerts (BEL)         | DNS-17            |
| 203               | Kilian Frankiny (SUI)            | 57.               |
| 204               | Bert-Jan Lindeman (NED)          | 122.              |
| 205               | Domenico Pozzovivo (ITA)         | DNS-7             |
| 206               | Mauro Schmid (SUI)               | 93.               |
| 207               | Max Walscheid (GER)              | 124.              |
| 208               | Łukasz Wiśniowski (POL)          | 131.              |

| Trek-Segafredo TFS | Trek-Segafredo TFS            | Trek-Segafredo TFS |
| ------------------ | ----------------------------- | ------------------ |
| Nr.                | Rytter                        | Placering          |
| 211                | Vincenzo Nibali (ITA)         | 18.                |
| 212                | Gianluca Brambilla (ITA)      | DNF-19             |
| 213                | Giulio Ciccone (ITA)          | DNS-18             |
| 214                | Koen de Kort (NED)            | 134.               |
| 215                | Amanuel Ghebreigzabhier (ERI) | 63.                |
| 216                | Bauke Mollema (NED)           | 28.                |
| 217                | Jacopo Mosca (ITA)            | 52.                |
| 218                | Matteo Moschetti (ITA)        | 141.               |

| UAE Team Emirates UAD | UAE Team Emirates UAD     | UAE Team Emirates UAD |
| --------------------- | ------------------------- | --------------------- |
| Nr.                   | Rytter                    | Placering             |
| 221                   | Davide Formolo (ITA)      | 15.                   |
| 222                   | Valerio Conti (ITA)       | 89.                   |
| 223                   | Alessandro Covi (ITA)     | 38.                   |
| 224                   | Joe Dombrowski (USA)      | DNS-6                 |
| 225                   | Fernando Gaviria (COL)    | 109.                  |
| 226                   | Sebastián Molano (COL)    | 126.                  |
| 227                   | Maximiliano Richeze (ARG) | 137.                  |
| 228                   | Diego Ulissi (ITA)        | 17.                   |